# یواس‌اس لیدر (ام‌اس‌او-۴۹۰)
یواس‌اس لیدر (ام‌اس‌او-۴۹۰) (به انگلیسی: USS Leader (MSO-490)) یک کشتی بود که طول آن ۱۷۲ فوت (۵۲٫۴۳ متر) بود. این کشتی در سال ۱۹۵۴ ساخته شد.